# Mydasta discoidea
Mydasta discoidea är en skalbaggsart som beskrevs av Francis Polkinghorne Pascoe 1866. Mydasta discoidea ingår i släktet Mydasta och familjen långhorningar. Inga underarter finns listade i Catalogue of Life.